# 植竹圓次
植竹 圓次（うえたけ えんじ、1901年（明治34年）2月28日 - 1977年（昭和52年）11月16日）は、ジャーナリスト・政治家。第16 - 18代八王子市長を務めた。

## 略歴
1901年（明治34年）2月28日東京府八王子町元子安（現八王子市子安町）で三男として生まれる。町立第三尋常小学校（現八王子市立第三小学校）、攻玉社中学校、早稲田高等学院を経て1927年（昭和2年）早稲田大学政治経済学部を卒業。在学中に高等文官試験行政科に合格するも東京日日新聞社（現毎日新聞社）に入社。1936年（昭和11年）には整理部長、1948年（昭和23年）には毎日小学生新聞部長、1954年（昭和29年）には地方部長兼地方版編集長となり1956年（昭和31年）定年退職。1950年（昭和25年）から助役就任まで関東学院大学の講師となっている。
1957年（昭和32年）に毎日新聞社社友の先輩である市長野口義造に依頼され助役に就任する。各種根回し、交渉、能弁でない市長に変わって答弁も行った他市史編さん委員会委員長にも就任した（市長就任後に発行）。
1961年（昭和36年）2月野口の後任として八王子市長選挙で当選以後三選している。「学園都市」・「工業都市」・「観光都市」・「消費都市」の四重都市構想を立ち上げ工学院大学、明星大学、東京工業高等専門学校、東京造形大学、國學院大學（1991年撤退）などを誘致し学園都市化を図った。
またユニークな行政も行った。「親切運動」を提唱し東京オリンピックに合わせ1964年（昭和39年）5月に全国初の八王子市親切都市宣言を行ったほか「花いっぱい運動」も提唱した。1971年（昭和46年）にはノーカーデーを提唱。1971年10月3日試験的に「ノーカーデー」を実施。1972年から毎月第三日曜日に甲州街道の1.8キロメートルをノーカーデーの対象とした。その後「ジャンボ歩行者天国」に発展するが横山町、八日町の客を奪われた商店街からの反発があり歩行者天国は廃止された。合併した市民との一体化を図るために現在の八王子まつりも提唱し、現在も毎年開催されている。社交ダンスも上手くお祭り市長とも呼ばれた。由木村合併、中央自動車道・多摩ニュータウン建設、公害対策なども行った。
1963年（昭和38年）〜1965年（昭和40年）東京都市長会会長を務めた他全国市長会の評議員・理事を務めた。1972年（昭和47年）12月4日立候補を表明するも病気で入院。1973年（昭和48年）2月退任。1977年（昭和52年）11月16日死去。